# عبدالحمید الوسیمی
عبدالحمید الوسیمی (انگلیسی: Abdel Hamid El-Wassimy؛ زادهٔ ۳ فوریهٔ ۱۹۵۶) بازیکن والیبال اهل مصر بود.